# موشیچی
موشیچی (به صربی: Mušići) یک منطقهٔ مسکونی در صربستان است که در کوسیریچ واقع شده‌است. موشیچی ۴۳۳ نفر جمعیت دارد.